# RFA Sir Percivale (L3036)
El RFA Sir Percivale (L3036) fue un buque logístico de desembarco clase Round Table de la Marina Real británica.

## Historia
Fue botado por Hawthorn Leslie and Company el 4 de octubre de 1967. Desplazaba 5674 t a plena carga. Tenía una eslora de 125,1 m, una manga de 19,6 m y un calado de 4,3 m. Marchaba a 17 nudos gracias a sus dos motores diésel de 9400 bhp de potencia.
Cargaba entre 340 y 534 tropas y operaba con helicópteros. Normalmente, cargaba un par de cañones de 40 mm de calibre.
El RFA Sir Lancelot participó de la guerra de las Malvinas bajo el mando del capitán A. F. Pitt. Cargó tres helicópteros de la 3 Commando Brigade Air Squadron y zarpó desde Marchwood junto al RFA Sir Lancelot. En las Malvinas, apoyó el desembarco en la bahía San Carlos. Tras el fin de la guerra, abandonó el archipiélago a fines de junio.
En 2003, prestó apoyo a la Operación Telic en Irak. Al año siguiente, causó baja.